# Giamilia
Giamilia (tiếng Kyrgyz: Жамийла; tiếng Nga: Джамиля) là một cuốn tiểu thuyết của nhà văn Kyrgyzstan Chingiz Aitmatov xuất bản năm 1958. Tác phẩm nằm trong tập truyện Núi đồi và thảo nguyên đoạt giải thưởng Lenin năm 1963 và được dịch ra nhiều ngôn ngữ trên thế giới.

## Nội dung
Câu chuyện bắt đầu bằng dòng hồi ức của họa sĩ Seit. Điểm nhìn câu chuyện xảy ra tại một vùng quê ở Kyrgyzstan vào những năm của cuộc chiến tranh Vệ quốc vĩ đại. Seit lúc bấy giờ 15 tuổi, sống cùng với người chị dâu Giamilia, trong khi anh trai cậu là Sadyk (chồng Giamilia), hiện đang chiến đấu ngoài mặt trận. Seit và Giamilia rất thân thiết với nhau. Cùng thời điểm này, một người thanh niên tên là Daniyar sau khi chiến đấu và bị thương đã quay trở về làng. Anh được giao nhiệm vụ giúp Giamilia và Seit vận chuyển ngũ cốc tại một trang trại tập thể trong làng. Thời gian đầu, Giamila liên tục trêu chọc và chế giễu Daniyar, nhưng lâu dần cả hai người đã nảy sinh tình cảm dành cho nhau.
Sau một thời gian, Giamilia và Daniyar quyết định rời làng bỏ trốn. Khi Seit chứng kiến việc hai người ra đi, cậu nhận ra chính bản thân mình cũng đã đem lòng yêu Giamila. Trong khoảnh khắc ấy, Seit bật khóc và tạm biệt người con gái đã gắn bó với mình những năm tháng tuổi thơ. Khi những người dân trong làng cùng Sadyk trở về từ mặt trận, họ đã kịch liệt lên án hành vi của Giamilia, nhưng Seit bỏ ngoài tai tất cả và chấp nhận sự lựa chọn của cô. Cậu sau đó cũng rời quê hương và trở thành một họa sĩ. Trong bài thi tốt nghiệp của mình, Seit vẽ một bức tranh mô tả Giamilia và Daniyar bên cạnh nhau. Vào khoảnh khắc đó, dòng hồi ức của cậu về câu chuyện bắt đầu.

## Đánh giá
Nhà thơ Pháp Louis Aragon mô tả Giamila "là câu chuyện tình yêu đẹp nhất thế gian". Trong khi đó, tác giả Osmonakun Ibraimov khẳng định rằng yếu tố âm nhạc đóng vai trò quan trọng xuyên suốt toàn bộ câu chuyện cũng như đối với chính bản thân Aitmatov. Theo ông, "âm nhạc là yếu tố ngữ nghĩa chính của tác phẩm".

## Bản dịch và chuyển thể
Tại Nga, Giamilia được A. Dmitrieva dịch lại và xuất bản lần đầu vào năm 1958. Một bản dịch tiếng Pháp của Louis Aragon cũng được xuất bản một năm sau đó. Tác phẩm đã được dịch ra nhiều ngôn ngữ trên thế giới. Bản dịch tiếng Đức của tác phẩm đã được đưa vào giảng dạy trong các trường học ở Cộng hòa Dân chủ Đức. Năm 1960, Mikhail Raukhverger đã chuyển thể tác phẩm thành vở opera. Tại Việt Nam, tác phẩm được in trong tập Núi đồi và thảo nguyên, phát hành lần đầu năm 1964, do các dịch giả Cao Xuân Hạo, Phạm Mạnh Hùng, Nguyễn Ngọc Bằng, Bồ Xuân Tiến chuyển ngữ. Tác phẩm đã được tái bản nhiều lần.
Một bộ phim cùng tên do Irina Ivanovna Poplavskaya làm đạo diễn ra mắt công chúng năm 1968, do Natalya Utevlevna Arinbasarova và Suimenkul Chokmorov đảm nhận các vai chính. Một bộ phim chuyển thể khác do hai nước Đức và Kyrgyzstan hợp tác sản xuất, với Monika Teuber trong vai trò đạo diễn cũng được phát hành vào năm 1994.

## Đón nhận

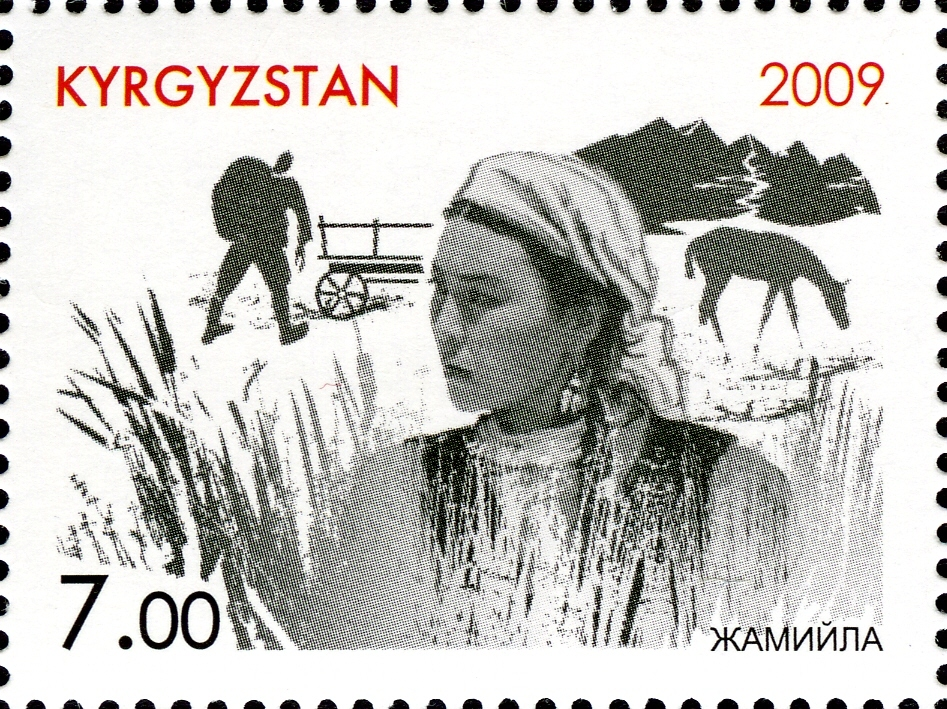
Con tem bưu chính minh họa tác phẩm Giamilia do chính quyền Kyrgyzstan phát hành năm 2009

Năm 1963, Chingiz Aitmatov nhận được Giải thưởng Lenin cho tập truyện Núi đồi và thảo nguyên, bao gồm tác phẩm Giamilia.
Năm 2009, chính quyền Kyrgyzstan cho phát hành một bộ tiền xu kỷ niệm nhằm tri ân Chingiz Aitmatov cùng các tác phẩm của ông, bao gồm cả Giamilia. Năm 2009, một bộ tem bưu chính kỷ niệm sự nghiệp của Chingiz Aitmatov cũng được quốc gia này phát hành. Một trong số đó có hình minh họa tác phẩm Giamilia.